# Basil Laourdas
Basil Laourdas, auch Basileios Laourdas (griechisch Βασίλειος Λαούρδας, * 21. März 1912 in Piräus; † 19. März 1971 in Thessaloniki) war ein griechischer Gräzist, Byzantinist und Neogräzist.

## Leben
Laourdas studierte Philologie an der Universität Athen vor allem bei Johannes Sykutris und arbeitete dann zunächst an Gymnasien in Athen und Iraklio. Mit einem Stipendium konnte er seine Studien an den Universitäten Oxford und Harvard fortsetzen. Verschiedene Gastprofessuren führten ihn an die Universitäten Georgetown, Buffalo und Madison, bevor er Mitarbeiter der Dumbarton Oaks Research Library and Collection wurde. Seit 1954 leitete er das Institut für Balkanstudien (Ίδρυμα Mελετών Xερσονήσου του Aίμου = ΙΜΧΑ) der Gesellschaft für Makedonische Studien (Εταιρεία Μακεδονικών Σπουδών = ΕΜΣ).
Er war mit Luisa Syndika (Λουΐσα Συνδίκα) verheiratet.
Seine Privatbibliothek vermachte er der University of Minnesota, die damit ihre Modern Greek Collection begründete.

## Forschungsschwerpunkte
Sein wissenschaftliches Werk umfasst 200 Bücher und Aufsätze. Er arbeitete zunächst zur Klassischen Philologie (Isokrates, Solon), bevor er sich in Gestalt der byzantinischen Theologie und des Hagios Dimitrios byzantinischen und neugriechischen Studien zuwandte, dann auch der Geistesgeschichte Kretas. Aufsätze zur Pädagogik veröffentlichte er in Ελληνική Δημιουργία, Kritiken zur neugriechischen Literatur in Φιλολογικά Χρονικά. Er gab außerdem die Balkan Studies des IMXA heraus.

## Schriften (Auswahl)
- mit Leendert Gerrit Westerink (Hrsg.): Photii patriarchae Constantinopolitani epistulae et amphilochia. 6 Bände (Band 6 in zwei Teilbänden). Teubner, Leipzig 1983–1988 (kritische Edition)